# Rhepoxynius bicuspidatus
Rhepoxynius bicuspidatus är en kräftdjursart som först beskrevs av J. L. Barnard 1960.  Rhepoxynius bicuspidatus ingår i släktet Rhepoxynius och familjen Phoxocephalidae. Inga underarter finns listade i Catalogue of Life.